# Lesesucht
Unter dem Schlagwort der Lesesucht wurde im ausgehenden 18. Jahrhundert im deutschsprachigen Raum eine Debatte um falsche Lektüre und gefährliche Literatur geführt.

## Begriff
Die Debatte um das richtige oder falsche Lesen ist so alt wie das Lesen selbst, doch sie kulminierte im letzten Drittel des 18. Jahrhunderts. Der Begriff „Lesesucht“ (auch „Lesewut“ genannt) war jedoch neu. Einen sehr frühen Beleg dieses Wortes fand man in Rudolf Wilhelm Zobels Briefen über die Erziehung der Frauenzimmer im Jahre 1773. Später wurde der Begriff fester Bestandteil aufklärerischer sowie gegenaufklärerischer Schriften. Joachim Heinrich Campe, ein wichtiger Vertreter der Aufklärungsbewegung, führte ihn schließlich im Jahre 1809 in sein Wörterbuch ein: „Lesesucht, die Sucht, d.h. die unmäßige, ungeregelte auf Kosten anderer nöthiger Beschäftigungen befriedigte Begierde zu lesen, sich durch Bücherlesen zu vergnügen.“

## Lesen im 18. Jahrhundert
Bis weit ins 18. Jahrhundert las man vom niederen Adel bis hin zur Mittelschicht vorwiegend Zeitungen, den Kalender und religiöse Literatur. Die Lektüre der religiösen Schriften zeichnete sich aus durch wiederholtes Lesen der gleichen Schriften, oft gebunden an bestimmte Feiertage als Schriftlesung im Rahmen der Liturgie oder zur Meditation. Sie wurden von einer Generation zur nächsten weitergegeben; man hegte für gewöhnlich eine gewisse Ehrfurcht vor den Büchern mit ihren als zeitlos geltenden Aussagen. Lesen war demnach mehr ein religiöses als ein literarisches Ereignis.

### Gesellschaftlicher Wandel
Während die soziale Stellung des Adels und der Bauern tendenziell unverändert blieb, gab es im Bürgertum einen gravierenden Wandel. Es entstand eine Schicht, die sich vor allem durch Bildung auszeichnete. Bildung war zunächst Voraussetzung zur Erlangung wichtiger Ämter, später bekam sie vor allem als Abgrenzung gegenüber dem Adel und als Möglichkeit des sozialen Aufstiegs eine neue Funktion. Jedoch gab es für die wachsende Gruppe der Intellektuellen des Bildungsbürgertums nicht genügend Beschäftigung. So gab es viel Zeit und Grund, das System in Frage zu stellen. Das gedruckte Wort diente während der Entstehung der neuen Aufklärungsbewegung mehr denn je als Mittel der Kommunikation, der Erweiterung des moralischen und geistigen Horizonts und wurde zum Kulturträger schlechthin. Neben der finanziellen Voraussetzung für den Erwerb von Büchern oder einer Mitgliedschaft in Lesegesellschaften war auch die für das neue Bürgertum typische Arbeitsteilung von Mann und Frau eine wichtige Bedingung für die Herausbildung eines neuen Lesepublikums. Die Frau, deren Tätigkeitsbereich sich hauptsächlich auf häusliche Pflichten beschränkte, entwickelte sich verstärkt zur Konsumentin, dazu zählte auch das Lesen. Mädchen und Frauen, die in ihrer Entfaltung sehr eingeschränkt waren, konnten literarisch, in den Romanen Phantasien erleben, die ihnen im realen Leben verwehrt blieben. So kam es, dass die Belletristik einen enormen Aufschwung erlebte. Für die Männer entstand durch die berufliche Situation der außerhäuslichen Tätigkeit allmählich eine Trennung von Arbeit und Freizeit, in welcher sie sich vermehrt der Lektüre von Sachliteratur – wie politischen Schriften oder der Zeitung – widmeten.

### Exemplarisches Lesen
Das exemplarische Lesen, bei welchem Moral und Lehre einen hohen Stellenwert einnahmen, war ein typisches Merkmal für die Lektüre bis ins 18. Jahrhundert hinein. Im Zuge der Aufklärung und der Entdeckung der Kindheit als eigenständig definierten Lebensbereichs bekam die Pädagogik einen neuen Stellenwert und führte zu neuer Kinder- und Jugendliteratur, die moralische Erziehung betreiben sollte. Dies nannte man Exempel-Literatur, da es sich oft um Geschichten handelte, die, in Spannung verpackt, ein Verhalten erzählten, aus welchem die Kinder lernen beziehungsweise sich ein Beispiel nehmen sollten. Aus diesem Grund galt der Roman zu Beginn des 18. Jahrhunderts nach aufklärerischen Idealen als völlig legitim. Man sprach dem Buch ein hohes Maß an Wirkung auf den Leser zu und empfand es als wichtigen Bestandteil der Erziehung.
Allmählich änderte sich jedoch nicht nur das Lesepublikum, es änderten sich auch die Inhalte der Literatur.  Ein Meilenstein in diesem Zusammenhang war der im Jahre 1774 erschienene Briefroman Die Leiden des jungen Werthers von Johann Wolfgang von Goethe. Diese Lektüre verfolgte keinerlei didaktische Absichten. Doch in der Gesellschaft herrschte, wie Goethe selbst formulierte, noch „das alte Vorurteil […], entspringend aus der Würde eines gedruckten Buchs, daß es nämlich einen didaktischen Zweck haben müsse.“ Tatsächlich identifizierten sich aber viele junge Leser mit dem Romanhelden (man sprach zeitgenössisch von einem „Werther-Fieber“), und dem Roman wurde vorgeworfen, eine Selbstmordwelle ausgelöst zu haben.

### Vom „intensiven“ zum „extensiven“ Lesen
Aber nicht nur inhaltlich gab es enorme Veränderungen, es entwickelte sich auch die Art und Weise des Lesens. Eine klassische These von Rolf Engelsing war, dass sich ein Wandel vom bis weit ins 18. Jahrhundert vorherrschenden „intensiven“ zum „extensiven“ Lesen vollzog – eine „Leserevolution“, wie die moderne Forschung es nennt. Diese These wird zwar vielfach zitiert, jedoch auch stark kritisiert. Das „intensive“ Lesen beschreibt das intensive und wiederholte Lesen einer kleinen Auswahl an größtenteils religiösen Büchern, wie es bisher üblich war. An diese Stelle trat nun gegen Ende des 18. Jahrhunderts das „extensive“ Leseverhalten, das sich durch Begierde nach neuer, abwechslungsreicher Lektüre zur Information und vor allem zur privaten Unterhaltung stark vom alten Leseverhalten absetzte.

### Der Büchermarkt
Das Lesepublikum wurde also vor allem um Frauen erweitert. Das bürgerliche Bewusstsein darüber, dass es sich wirtschaftlich gesehen lohnen würde, auf die aufkommende Nachfrage mit einem entsprechenden Angebot zu reagieren, führte zu einer bemerkenswerten Ausweitung des Buchmarktes. Die signifikanteste Veränderung des Büchermarktes im 18. Jahrhundert waren, Jentzschs Aufzeichnungen nach zu urteilen, der enorme Rückgang des Anteils religiöser Literatur und das große Wachstum der „schönen Künste“ im Allgemeinen und der Belletristik im Besonderen, gemessen an der Gesamtproduktion aller veröffentlichten Titel im deutschsprachigen Raum.
Anzahl neu erschienener Titel pro Jahr und prozentualer Anteil an der Gesamtproduktion (nach Jentzsch):
|                                | 1740, Anzahl absolut | 1740, Anteil an Gesamtproduktion in % | 1770, Anzahl absolut | 1770, Anteil an Gesamtproduktion in % | 1800, Anzahl absolut | 1800, Anteil an Gesamtproduktion in % |
| ------------------------------ | -------------------- | ------------------------------------- | -------------------- | ------------------------------------- | -------------------- | ------------------------------------- |
| Gesamt-Titelproduktion         | 755                  | 100,0 %                               | 1144                 | 100,0 %                               | 2569                 | 100,0 %                               |
| Religiöse Literatur            | 291                  | 38,5 %                                | 280                  | 24,5 %                                | 348                  | 13,5 %                                |
| Schöne Künste und Wissenschaft | 44                   | 5,8 %                                 | 188                  | 16,4 %                                | 551                  | 21,4 %                                |

Uneinigkeit herrschte jedoch über die Anzahl der potentiellen Leser im deutschsprachigen Raum. Rudolf Schenda schätzte die Lesefähigkeit der Bevölkerung im Jahre 1770 auf 15 %, im Jahre 1800 schon auf 25 %, bis sie im Jahre 1900 90 % erreichte. Davon waren es nach Greven jedoch weniger als 100.000 in der zweiten Hälfte des 18. Jahrhunderts, die sich tatsächlich regelmäßig der Lektüre von Belletristik widmeten. Auch wenn man aus heutiger Sicht sagen kann, dass die Entwicklung nicht so gravierend war, wie sie beschrieben wurde, muss man beachten, dass die Zeitgenossen wohl vor allem ihren eigenen Erfahrungsumkreis im Blick hatten: die städtische Bevölkerung, die aber nur 10 % der Gesamtbevölkerung ausmachte.

## Die Lesesucht-Debatte
„So lange die Welt stehet, sind keine Erscheinungen so merkwürdig gewesen als in Deutschland die Romanleserey, und in Frankreich die Revolution. Diese zwey Extreme sind ziemlich zugleich mit einander großgewachsen, und es ist nicht ganz unwahrscheinlich, dass die Romane wohl eben so viel im Geheimen Menschen und Familien unglücklich gemacht haben, als es die so schreckbare französische Revolution öffentlich thut.“

Die Lesesucht oder auch Lesewut, welche sich, glaubt man den Berichten von Zeitgenossen, ab 1780 bei einem großen Teil des Lesepublikums ausgebreitet hatte, stand im Mittelpunkt der Diskussionen der literarischen Öffentlichkeit.
Zahlreich waren die Auslassungen darüber in Zeitungen, Pamphleten und Predigten. Die Lesesucht war nicht nur den staatlichen und kirchlichen Autoritäten suspekt, sondern besonders den fortschrittlichen Aufklärern. Während in den 40er und 50er Jahren des 18. Jahrhunderts der Roman an Legitimation gewann, da er im Rahmen der Aufklärung als Mittel angewandt wurde, Moral und nützliche Kenntnisse zu vermitteln, wird im letzten Drittel des Jahrhunderts von gleicher Seite gegen das viele Lesen polemisiert. Argumentiert wurde aus allen möglichen Richtungen: politisch, pädagogisch, diätetisch, physiologisch, psychopathologisch und erfahrungsseelenkundlich. Ganz im Sinne der Kant’schen Philosophie bemängelten die Vertreter der Aufklärung nun, dass die Lektüre bloß dazu missbraucht werden würde, Langeweile zu verhindern. Zudem trage sie zur Erhaltung des Zustands der Unmündigkeit bei.

„Ein Buch lesen, um bloß die Zeit zu tödten, ist Hochverrath an der Menschheit, weil man ein Mittel erniedrigt, das zur Erreichung höherer Zwecke bestimmt ist.“

Die zentrale Kritik liegt laut Campe in der Motivation des Lesens, nämlich aus „Begierde […] sich durch das Büchlein zu vergnügen.“  Campe, der leidenschaftlich gerne Schriften gegen die Vielleserei verfasste, schrieb in einem Aufsatz, dass übermäßiges Lesen Gleichgültigkeit gegenüber allem hervorrufe, was nicht mit dem Lesen zu tun habe: Man vernachlässige Tätigkeiten im Haushalt, die Aufmerksamkeit für die Kinder gehe abhanden und auch körperlich würde man geschwächt sein. Dies stelle dann als Konsequenz eine Gefahr für den häuslichen Frieden dar.
Bei Beneken, der sich der Fachbegriffe der Diätetik und medizinischer Begriffe bediente, heißt es, das Gedächtnis gleiche dem Magen. Das übermäßige Lesen könne nicht mehr gut verdaut werden, ein überfülltes Gedächtnis führe zu ebenso vielen Krankheiten wie ein überfüllter Magen.
Es gibt jedoch auch Stimmen, die den neuen Begriff etwas relativieren, so schreibt zum Beispiel ein Rezensent der Allgemeinen Bibliothek für das Schul- und Erziehungswesen: „[Es] ist nicht alles Sucht, was zuweilen dafür angesehen werden will.“

### Betroffene
Als Risikogruppen galten vor allem Jugendliche und Frauen. Erwachsene Männer waren seltener betroffen, da sie sich vorwiegend der Sachliteratur widmeten und nicht der die Phantasie anregenden Belletristik.
Nicht nur zur Erziehung der Kinder, auch zur Erziehung der Frauen wurden im 18. Jahrhundert viele Erziehungsschriften verfasst. Poeckels Aussage, dass Frauen sich zwar bis zu einem gewissen Grad Wissen aneignen sollten, jedoch nicht allzu viel, denn dann könnten sie zu einer „Last der menschlichen Gesellschaft werden“, ist repräsentativ für viele weitere Schriften, in denen Lektürereglement eine zentrale Rolle spielte. Mögliche Folgen seien Verwahrlosung des Haushalts, Zerrüttung der Familie oder Vernachlässigung der Kinder.

„… ihr seid vielmehr erschaffen — o vernimm diesen ehrwürdigen Beruf mit dankbarer Freude über die große Würde desselben! — um beglückende Gattinnen, bildende Mütter und weise Vorsteherinnen des inneren Hauswesens zu werden …“

Auch und vor allem die Jugend betreffend wurde das viele Lesen stark kritisiert. Beneken argumentiert auf psychopathologischer Ebene. Seinen Beobachtungen nach sei die Jugend „verlohren – ohne Rettung verlohren.“ Weiterhin diagnostiziert er „unüberwindliche Trägheit, Eckel und Widerwillen gegen jede reelle Arbeit […] ewige Zerstreuung und unaufhörliche Ratlosigkeit der Seele, die nie eine Wahrheit ganz fassen, nie einen Gedanken ganz fest halten kann.“ Dies seien die unvermeidlichen Folgen der Lesesucht.
Viele Aussagen in der Lesesuchtdebatte weisen eine Parallelität zu der Debatte um die Selbstbefleckung beziehungsweise die Sexualpathologie des 18. Jahrhunderts auf, in welcher die Onanie häufig als Krankheit definiert wurde, die sogar zum Tod führen konnte. Onanie und Lesesucht gehörten bei dem Pädagogen Christian Gotthilf Salzmann beide zu den „heimlichen Sünden der Jugend.“
Karl G. Bauer stellte in seiner Schrift Über die Mittel dem Geschlechtstrieb eine unschädliche Richtung zu geben (1787) fest, dass die „erzwungene Lage und der Mangel aller körperlichen Bewegung beym Lesen, in Verbindung mit der so gewaltsamen Abwechslung von Vorstellungen und Empfindungen […] Schlaffheit, Verschleimung, Blähungen und Verstopfung in den Eingeweiden, mit einem Worte Hypochondrie, die bekanntermaaßen bey beyden, namentlich bey dem weiblichen Geschlecht, recht eigentlich auf die Geschlechtstheile wirkt, Stockungen und Verderbnis im Bluthe, reitzende Schärfen und Abspannung im Nervensysteme, Siechheit und Weichlichkeit im ganzen Körper“ erzeuge. Das Lesen, das einmal als Seltenheit galt, betreibt nun jeder, auch die Schichten, die nicht dazu bestimmt seien, so Bauer. Dadurch verliere man die Kontrolle über seine Geschlechtstriebe.
Roetger fügt hinzu, dass es genug Bücher gebe, die man „literarische Bordelle“ nennen könne. Die Konstellation von Natur und Lektüre, wie sie gerade unter den jungen Intellektuellen des Öfteren zustande kam, führe  zur Selbstbefleckung. So schreibt auch Karl Phillip Moritz (1756–1793), dass er gerne unter freiem Himmel diverse Dichter lese: „Hier regten sich Gefühle, die ich zu beschreiben nicht im Stande bin“.

### Therapieansätze
Trotz der vielen Kritik gab es kaum ernstzunehmende Therapieansätze bzw. Lösungsvorschläge. Karl Phillip Moritz reflektierte lediglich darüber, wie es wohl wäre, wieder weniger, aber dafür wiederholt dieselben Bücher zu lesen. Der Pädagoge Johann Bernhard Basedow formuliert einen etwas konkreteren Ansatz. Er ist der Meinung, man müsse eine Enzyklopädie für Leser einführen. Dadurch würde das zügellose Bücherlesen bei der Jugend vermindert werden, die moralisch schädlichen Bücher würden weniger gelesen werden und Eltern oder Erzieher hätten eine Richtlinie, nach der sie die Wahl der Bücher für die Kinder treffen könnten. Diese Idee kam jedoch nie zur Ausführung. Schließlich kam ein Lösungsansatz von erzieherischer Seite durch ein ideales Reglement: die Kanonisierung deutscher Klassiker. Der deutsche Professor Karl Morgenstern (1770–1852) riet seinen Studenten in einer Rede vom Jahr 1805, sie sollten außer der für ihren Beruf wichtigen Literatur nur die Klassiker lesen, denn damit würden sie auf das Ziel hinarbeiten, „das Menschengeschlechte zur Würde, Energie und Schönheit zu bilden.“

## Parallelen zur modernen Medienkritik
Im Rahmen der Debatte um die Neuen Süchte wie Fernseh-, Spiel- und Arbeitssucht sehen Autoren in Publikationen zum Thema Medien oftmals Parallelen zu dem Phänomen der Lesesuchtdebatte, in welcher die Kluft zwischen Diskursaufkommen und tatsächlicher Medienwirkung bemerkenswert war.
Wirft man einen Blick auf die aufkommende Kritik bei Medieninnovationen wie dem Kino oder dem Fernsehen, kann man eine deutliche Ähnlichkeit der Argumente feststellen. So wurde zum Beispiel dem Kino zunächst vorgeworfen, es rege die Phantasie zu sehr an; später hieß es, dass es diese zerstöre. Unter dem Stichwort „Kinosucht“ wurde im frühen 20. Jahrhundert „die Stimulation der Sinne und die Aufreizung der 'Nerven'“ durch das frühe Kino kritisiert. Die Kritiker wandten sich insbesondere „gegen die Präsenz der Frauen auf der Leinwand und im Kino, und sie fordern selbstverständlich den Schutz der Kinder.“ Ähnlich ablehnend war das Bildungsbürgertum in den 1950er Jahren gegen das neue Medium Fernsehen: Der Fernsehkonsum, so die Kritik, führe zu Passivität und Realitätsverlust, das Lesen dagegen sei aktiv und rege den Geist an.  Die Angst vor Abstumpfung der Kinder und Jugendlichen, Verrohung, Aggressionssteigerung, Trägheit und Realitätsverlust standen dabei besonders im Vordergrund. Augenscheinlich ähneln diese Argumente sehr denen der Kritiker der Lesesucht im 18. Jahrhundert. Nach Hasso Spode erzeuge „jede grundlegende technische Veränderung in der Produktion von Fiktionalität […] – sobald ihre soziale Verbreitung beobachtet wird – Abwehrreaktionen bei den Besitzern des nun von Entwertung bedrohten kulturellen Kapitals.“ Umgekehrt werden schon lange bestehende Medien von der Öffentlichkeit sehr stark aufgewertet. Der Groschenroman wurde zum „guten“ Jugendbuch und der Kintopp zum „Filmkunstkino“ mit hohem kulturellen Wert – auch unter Akademikern angesehen.